# North American T-28 Trojan
North American Aviation T-28 Trojan là một loại máy bay huấn luyện quân sự động cơ piston, được Không quân Hoa Kỳ và Hải quân Hoa Kỳ sử dụng vào thập niên 1950.

## Biến thể

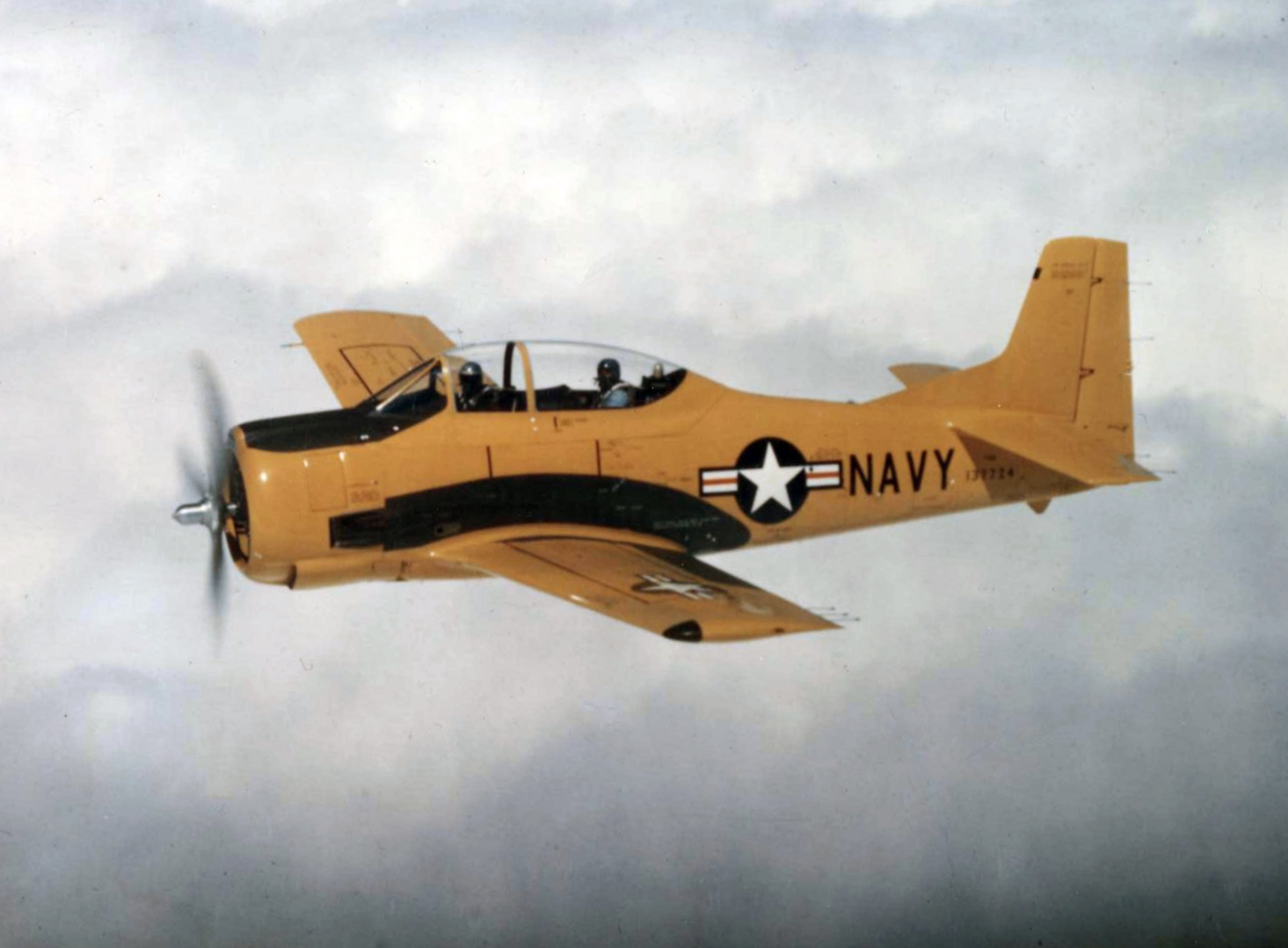
T-28B đời đầu của Hải quân Hoa Kỳ năm 1954.

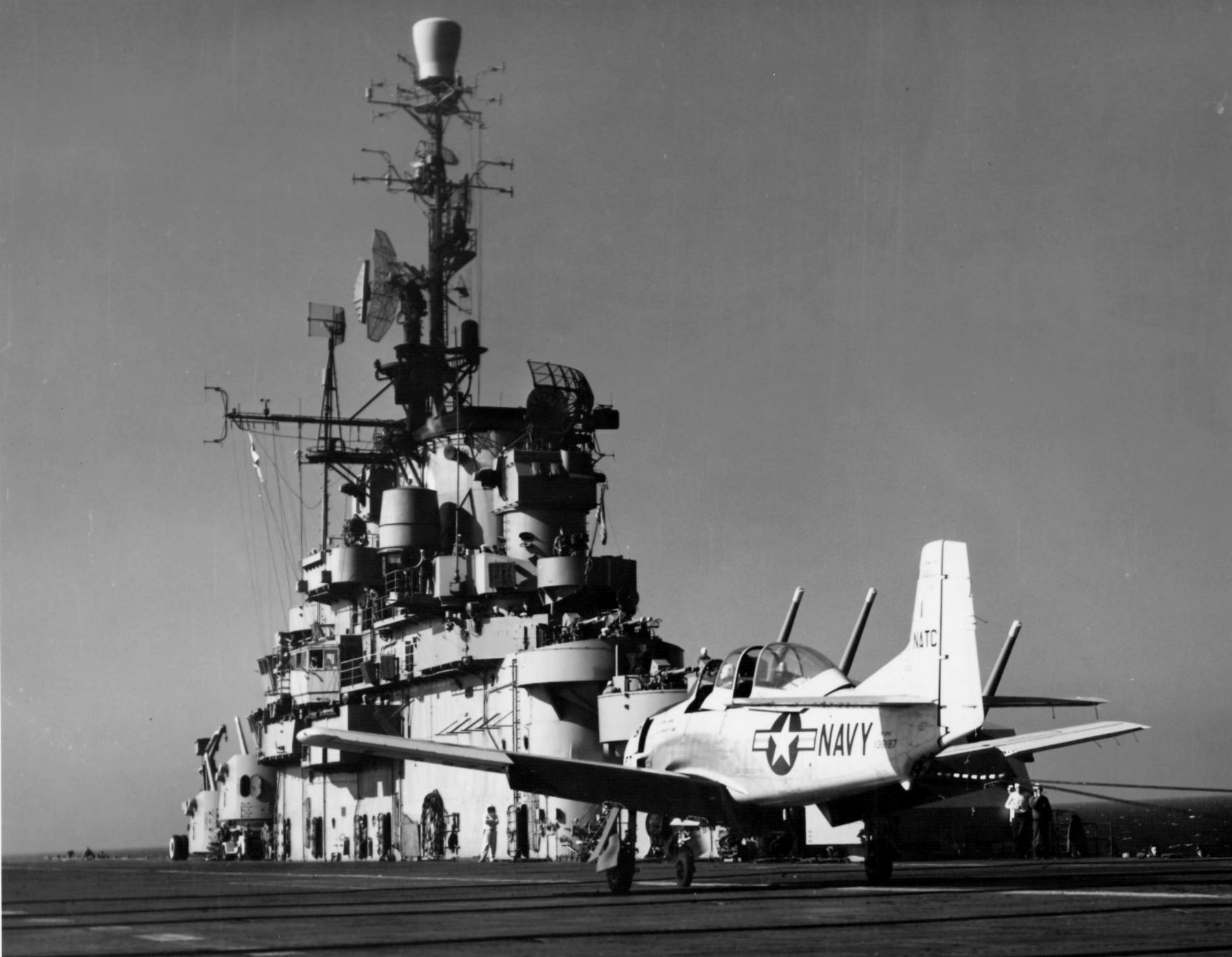
Móc hãm của T-28C hạ xuống khi đáp xuống tàu, năm 1955.

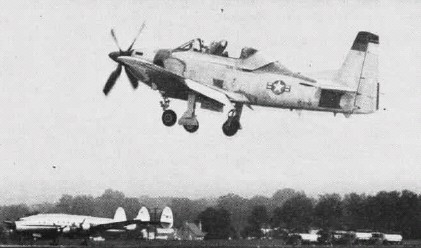
YAT-28E năm 1964.

XT-28
T-28A
T-28B
T-28C
T-28D Nomad
T-28 Nomad Mark I
T-28 Nomad Mark II
T-28 Fennec
AT-28D
T-28Ds used for attack training by the USAF.
YAT-28E
T-28R-1 Nomair
T-28R-2 Nomair
RT-28

## Quốc gia sử dụng
Argentina
- Không quân Argentina
- Không quân Hải quân Argentina

 Bolivia
- Không quân Bolivia

 Brasil
- Hải quân Brazil

 Cộng hòa Khmer
- Không quân Quốc gia Khmer

 Campuchia
- Không quân Hoàng gia Campuchia

 Cộng hoà Congo
- Không quân Congo

 Cuba
- Không quân Cuba

 Cộng hòa Dominica
- Không quân Dominica

 Ecuador
- Không quân Ecuador

 Ethiopia
- Không quân Ethiopia

 Pháp
- Không quân Pháp

 Haiti
- Không quân Haiti

 Honduras
- Không quân Honduras

 Nhật Bản

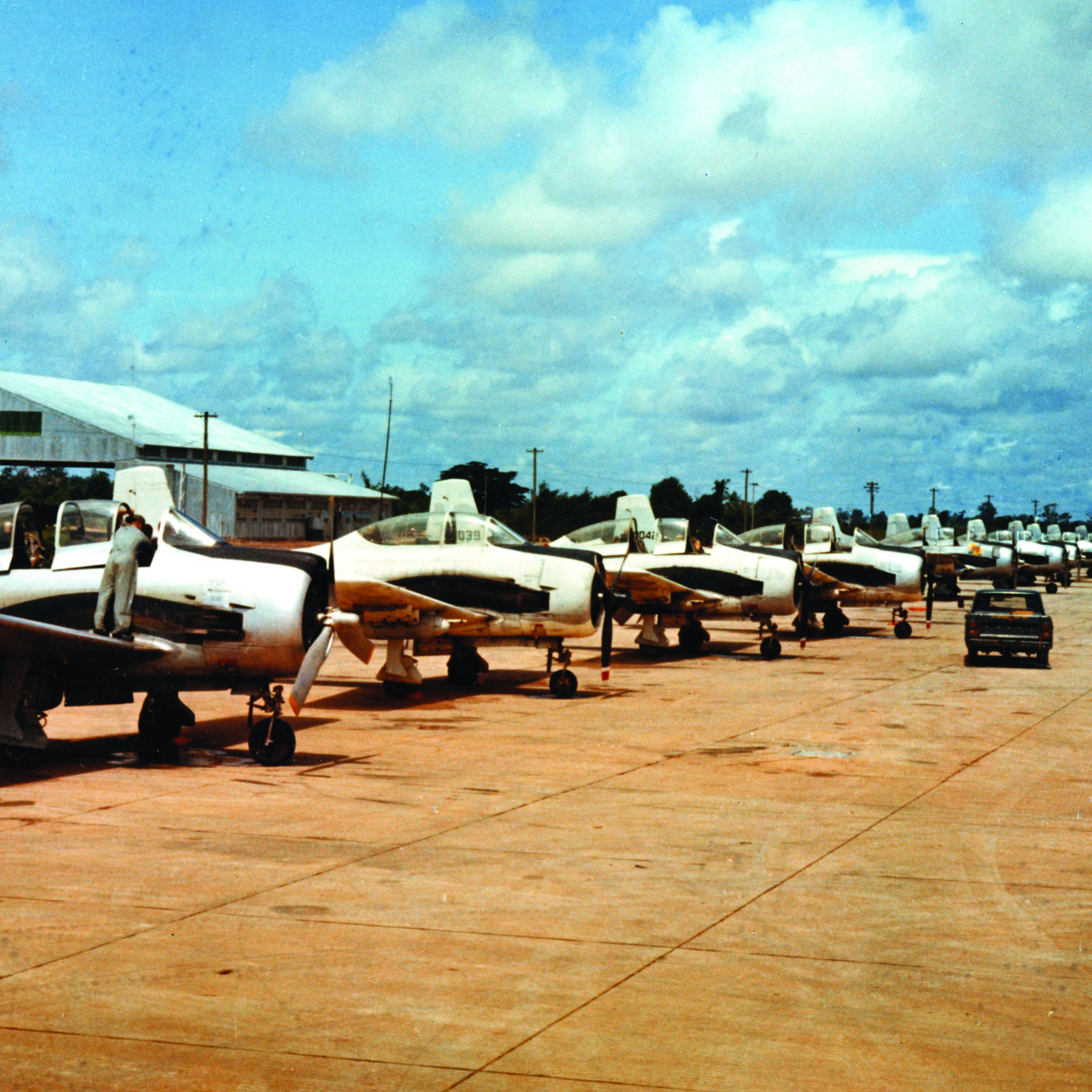
T-28D sử dụng trong chiến dịch Barrel Roll tại Lào.

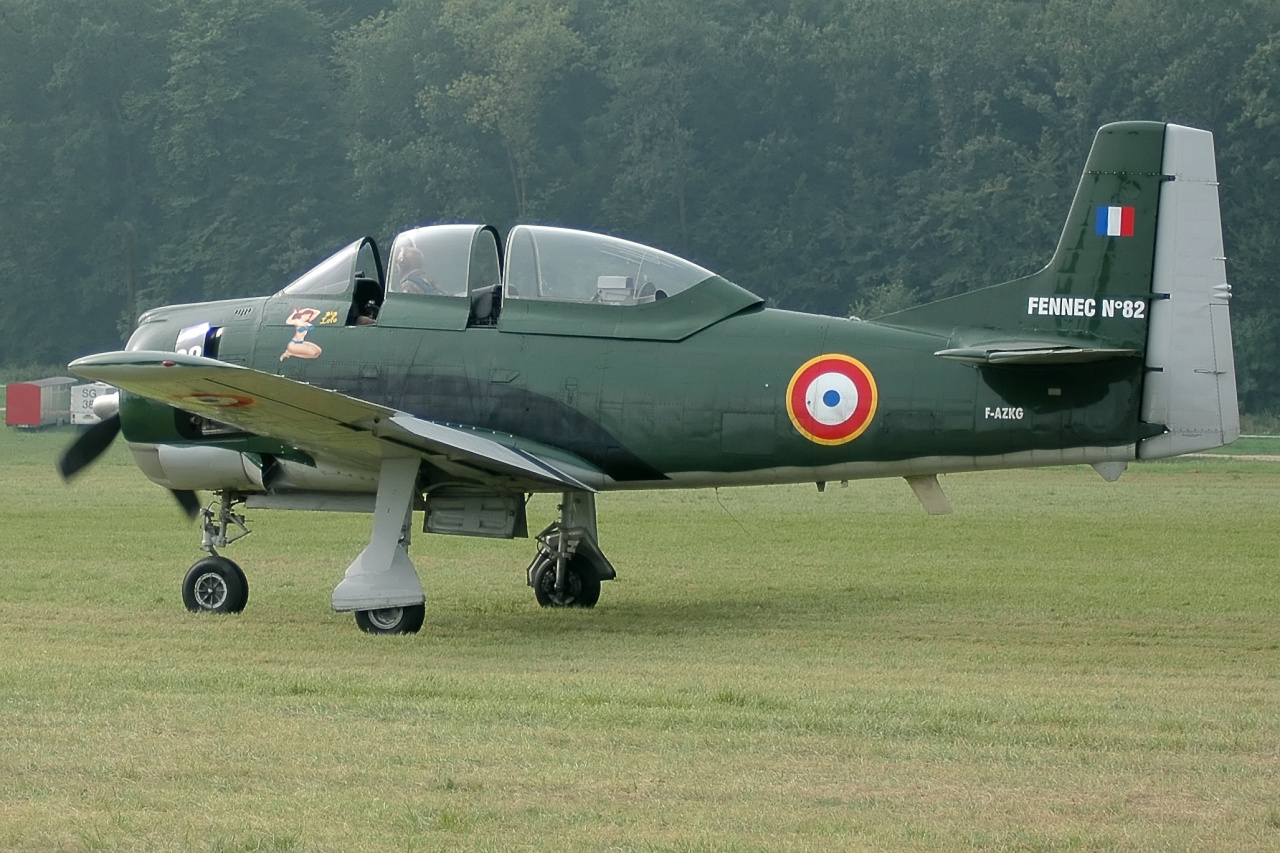
T-28 Fennec của Pháp.

- Lực lượng phòng vệ trên không Nhật Bản

 Laos
- Không quân Hoàng gia Lào

 México
- Không quân Mexico

 Maroc
- Không quân Hoàng gia Maroc

 Nicaragua
- Không quân Nicaragua

 Philippines
- Không quân Philippine

 Hàn Quốc
- Không quân Hàn Quốc

 Ả Rập Xê Út
- Không quân Hoàng gia Saudi

 South Vietnam
- Không lực Việt Nam Cộng hòa

 Tunisia
- Không quân Tunisia

 Đài Loan
- Không quân Cộng hòa Trung Hoa

 Thái Lan
- Không quân Hoàng gia Thái Lan

 Hoa Kỳ
- Lục quân Hoa Kỳ
- Không quân Hoa Kỳ
- Hải quân Hoa Kỳ

 Uruguay
- Không quân Uruguay

 Lào
- Không quân Quân Giải phóng Nhân dân Lào

 Việt Nam
- Không quân Nhân dân Việt Nam

 Zaire
- Không quân Zaire

## Tính năng kỹ chiến thuật (T-28D)

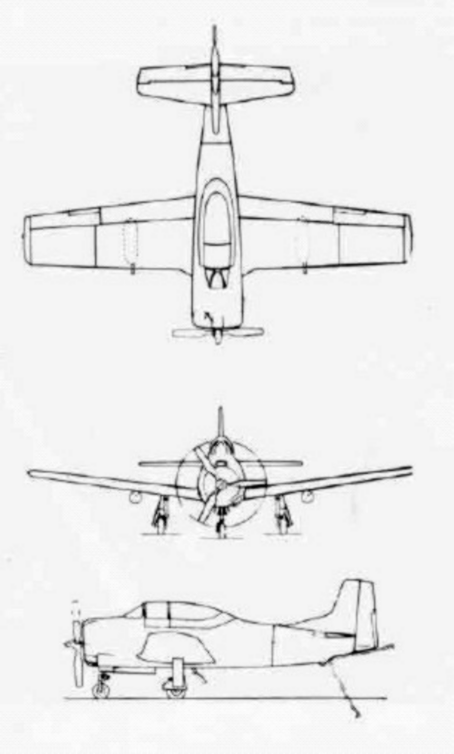
North American T-28C Trojan.

Đặc điểm tổng quát
- Kíp lái: 2
- Chiều dài: 33 ft 0 in (10,06 m)
- Sải cánh: 40 ft 1 in (12,22 m)
- Chiều cao: 12 ft 8 in (3,86 m)
- Diện tích cánh: 268 ft² (24,9 m²)
- Trọng lượng rỗng: 6.424 lb (2.914 kg)
- Trọng lượng cất cánh tối đa: 8.500 lb (10.500 với vũ khí chiến đấu) (3.856 kg)
- Động cơ: 1 × Wright R-1820-86 Cyclone kiểu động cơ piston bố trí tròn, 1.425 hp (1.063 kW)

 Hiệu suất bay 
- Vận tốc cực đại: 343 mph (552 km/h)
- Trần bay: 39.000 ft (10.820 m)
- Vận tốc lên cao: 4.000 fpm (20,3 m/s)

Trang bị vũ khí

- 2 hoặc 6 × giá treo dưới cánh mang bom, napalm, rocket, súng máy, pháo